# 西鹤一代女
《西鶴一代女》，日本故事片，原作出自井原西鶴的浮世草子『好色一代女』，依田義賢编剧，沟口健二导演，平野好美摄影，田中絹代、三船敏郎主演，日本新東宝公司1952年出品。

## 故事簡介
故事發生在日本奈良和京都。半老徐娘的娼妓阿春，孤獨地跪在佛堂里，凝视着一座座佛像，回忆起自己的凄惨的一生。阿春少女时期，曾在皇宫当宫女，那时，她爱上了宫内一个叫做胜之介的青年，然而，爱情被视作大逆不道，无法如愿，胜之介被处死，她被驱逐出京都。后来，阿春当了某地方官的爱妾，地方官身染重病，她在产下一男儿后被赶出家门。阿春生活无着落，淪為娼妓，此时，她年轻时的花容月貌巳被生活的沧桑吞蚀，清冷的寒夜中，只有佛堂里的罗汉像无言地注视着她那蜷曲的身影。
这部影片被视为沟口健二众多女性电影中的代表作之一，采用第一人称的回忆方式，运用长镜头摄影缓缓地追溯了一个女人的一生。影片在原作的基础上做了某些情节的改动，例如，阿春为大名生了后裔，儿子长大成人后，她却因身分低贱，不能与儿子团聚，这一改动，意在指责封建让会，阿春行娼，是环境所致，从而突出了她的纯洁，加强了悲剧效果。

## 角色
- 阿春：田中絹代
- 奥方：山根壽子
- 勝之介：三船敏郎
- 扇屋彌吉：宇野重吉
- 阿春之父新左衛門：菅井一郎
- 笹屋嘉兵衛：進藤英太郎
- 笹屋番頭文吉：大泉滉
- 菊小路：清水將夫
- 菱屋太三郎：加東大介
- 磯部彌太衛門：小川虎之助
- 田舎大尽：柳永二郎
- 阿局吉岡：濱田百合子
- 待女岩橋：市川春代
- 阿局葛井：原駒子
- 老尼妙海：毛利菊枝
- 笹屋女房阿和佐：澤村貞子
- 松平晴隆：近衛敏明
- 重役真鍋金右衛門：荒木忍
- 重役田代甚左衛門：上代勇吉
- 丸屋主人七左衛門：高松錦之助
- 用人篠崎久門：水野浩
- 笹屋的大番頭治平：志賀廼家辨慶
- 所司代役人：坂内永三郎
- 老人：玉島愛造
- 丸屋的番頭：石原須磨男
- 貸衣装屋：横山運平
- 阿熊：出雲八重子
- 阿杉：平井岐代子
- 阿仙：金剛麗子
- 待女柚垣：草島競子
- 中宿的女將：津路清子
- 扇屋的客人：國友和歌子
- 女乞食：衣笠淳子
- 丸屋的仲居阿金：林喜美枝
- 丸屋的仲居阿玉：大和久乃
- 阿春之母友：松浦築枝

## 获奖
此片在日本只获得十大佳片第九位，却受到国际影坛好评，获1952年第13屆威尼斯影展銀獅獎。沟口在这部电影中显示的纯熟的长镜头摄影，对某些西方导演产生了影响。此外，该片在日本还获得第三届蓝缎带十佳奖第九位，NHK十佳第五位。

## 劇照

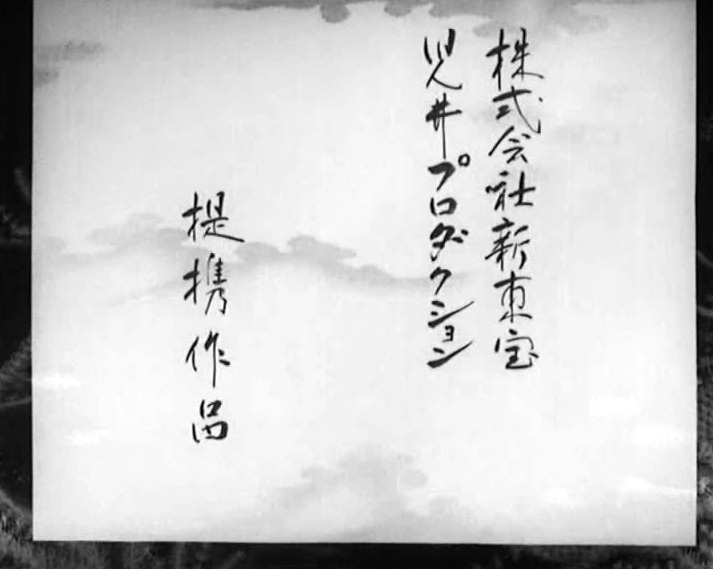
開場
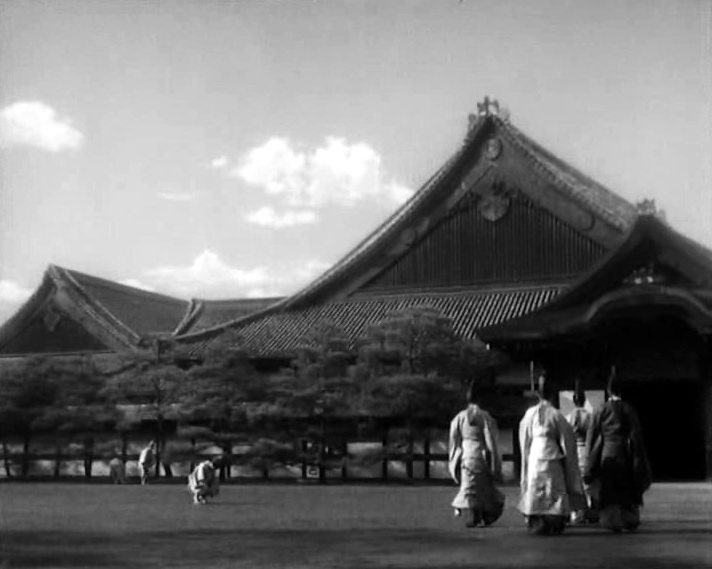
二條城二之丸御殿之場景
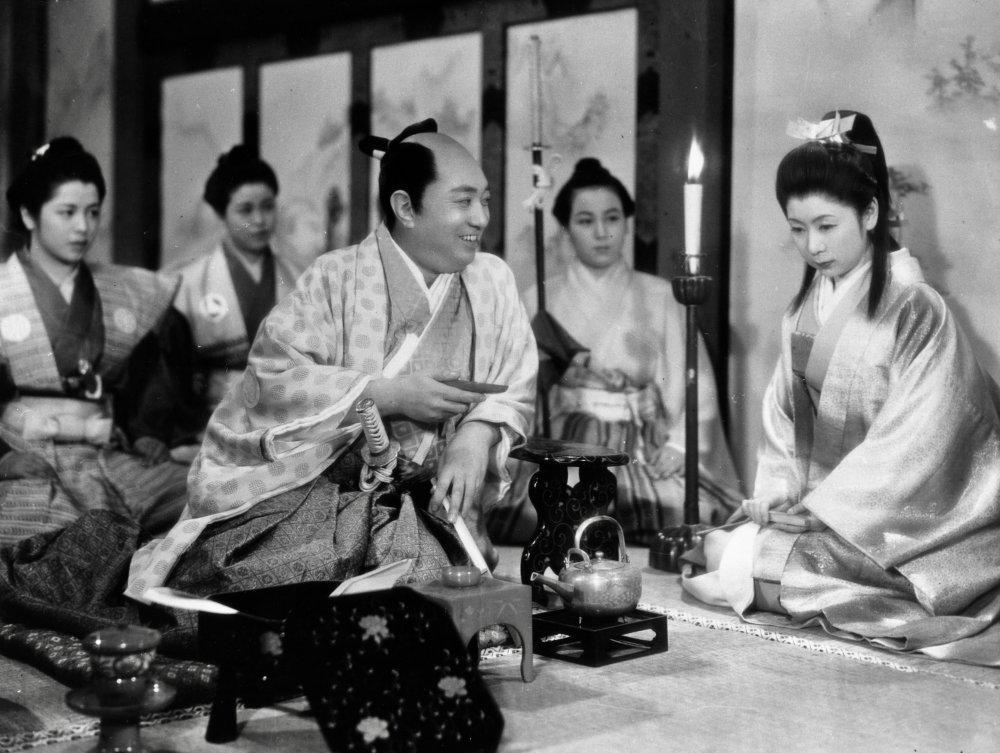
田中絹代（右）與近衛敏明
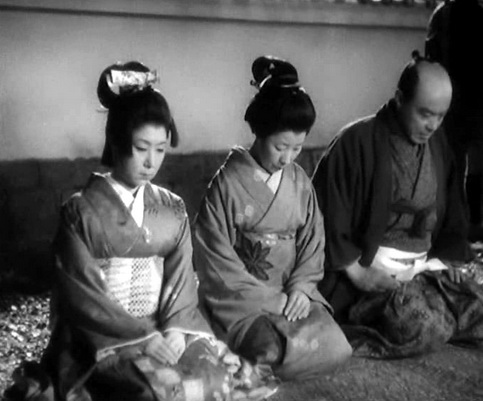
左起: 田中絹代、松浦築枝、菅井一郎
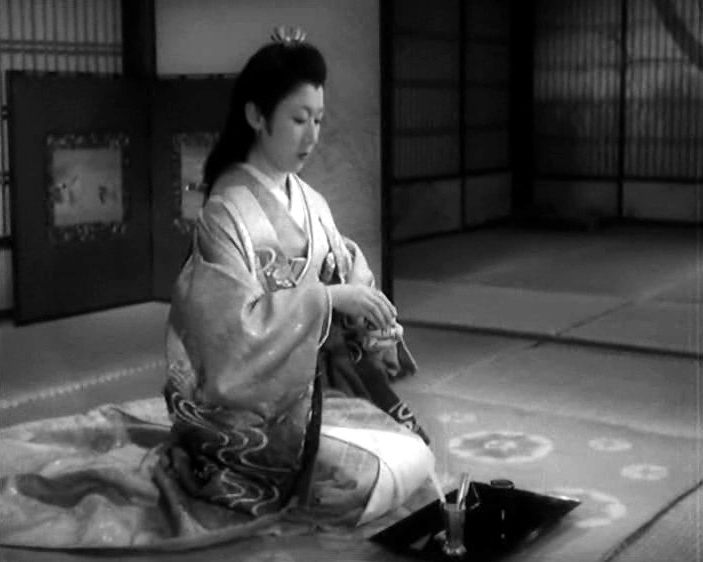
山根壽子
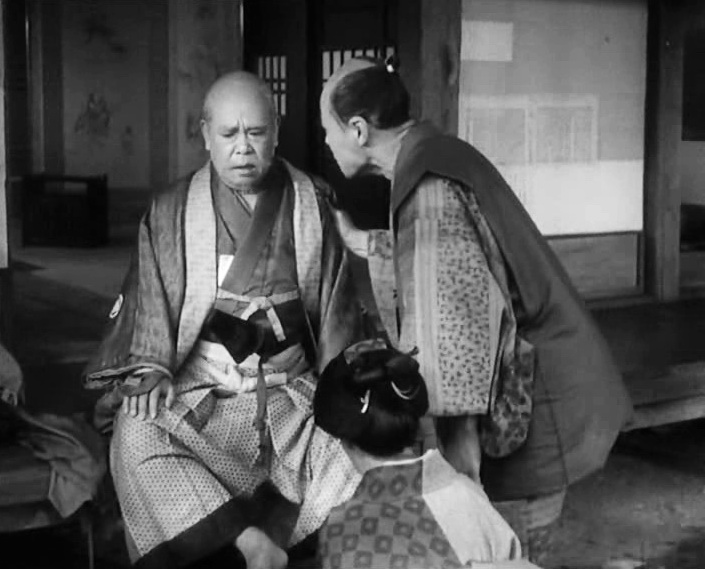
小川虎之助（左）和菅井一郎
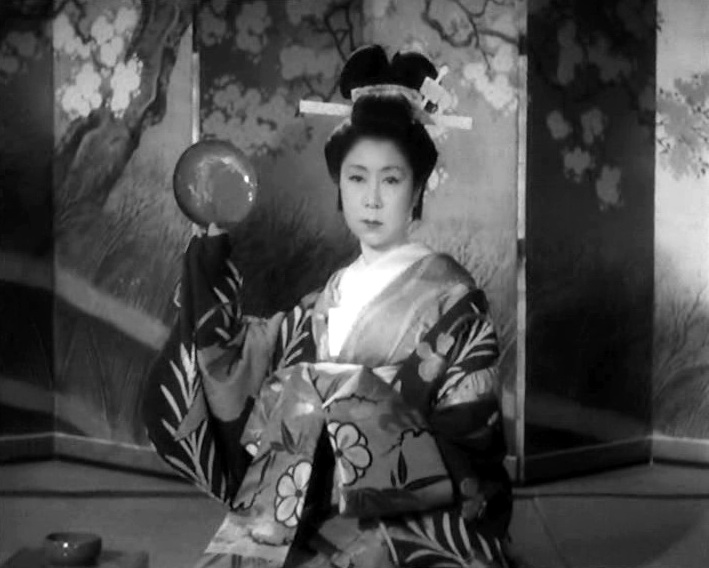
田中絹代
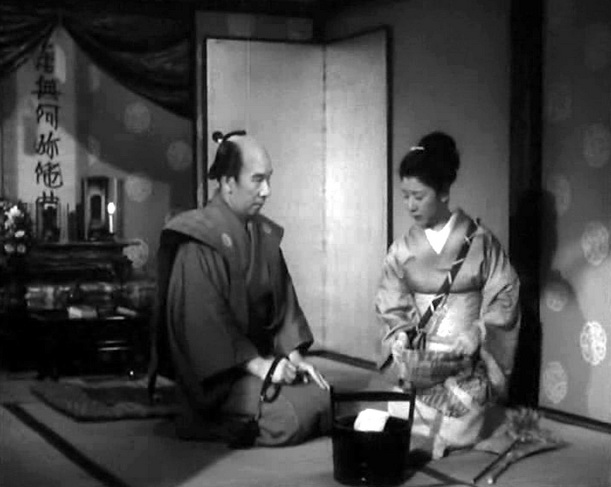
進藤英太郎與田中絹代

## 外部鏈結
- 西鶴一代女 - allcinema
- 互联网电影数据库（IMDb）上《西鶴一代女》的资料（英文）
- AllMovie上《西鶴一代女》的资料（英文）